# Точак времена
Точак времена је серијал књига епске фантастике, бестселер који је написао амерички писац Роберт Џордан. Познат је по изузетно сложеној и широкој радњи, детаља у опису овог измишљеног света, па чак и по измишљеном језику (који је писац створио за потребе свог романа), затим по сложености односа и поступака ликова у њему. У серији књига о Точку времена, за сада је објављено 14 књига. Књиге од броја 8. до 11. су достигле прво место на њујоршкој топ листи бестселера, а све књиге из серијала су својевремено биле на овој листи. Неколико компјутерских игара је нашло инспирацију у овом серијалу.
Роберт Џордан је у интервјуима више пута поновио да ће се серијал завршити дванаестом књигом, која носи радни назив "Сећање Светлости", а такође је више пута поновио да ће остати доследан својим изјавама, чак и уколико буде морао да књигу напише на 2000 страна.
Џорданова смрт узрокована амилоидиозом са кардиомиопатијом је осујетила ове планове, али је издавач 27. децембра 2007. објавио да ће дванаесту књигу серијала довршити Брендон Сендерсон, амерички писац фантастике, а да ће Џорданов радни наслов бити задржан. Планирано је да завршна књига буде објављена у јесен 2009.

## Увод у свет Точка времена
Једна од највећих моћи у свету Точка времена је управо Точак времена. Њега је на почетку времена створио Творац. Точак времена својим окретањем покреће сав живот. Он има седам паока: сваки паок је једно доба. Доба долазе и пролазе и поново се враћају. Једно од најпознатијих доба је Доба легенди. Точак покреће Једна моћ која долази из Истинског извора, покретачка снага универзума који је створио Творац. Људи који могу да додирну и употребљавају ову моћ називају се Аес Седаи. Творац је затворио своју антитезу Мрачни, у првим моментима стварања, одсекавши га од утицаја на Точак времена. Он је затворен у Шајол Гулу, и постоји опасност да се ослободи. Ако се ослободи, сломиће Точак времена и преобликовати свет по својим идејама.

## Континенти
Вјерује се да постоје четири континента: континент где се налазе Шара, Аијелска пустара и земље иза Кичме света, великог ланца планина. На другом континенту се налази држава Сеаншан, моћна империја. Тај континент има много архипелага. Трећи континент се назива Земља лудих. Оне који се искрцају на његове обале одмах нападну домороци. За четврти континент се верује да се налази под поларном капом.

## Време и место радње
Серијал је смештен у неименованом свету који је, због кружног тока времена описаног у серијалу, истовремено далека прошлост и далека будућност овог света. Серијал се одвија око три хиљаде година након „Сламања света“, глобалне катастрофе која је окончала „Доба легенди“, веома напредно доба. 
Радња се одвија у западном региону и на континенту далеко веће површине, оба нису именована; међутим, западни регион је у медијима, као и у интервјуима аутора Роберта Џордана, називан „Западне земље“. Западне земље се састоје од више краљевстава и градова-држава, а на истоку су ограничене планинским ланцем. На истоку је пустиња, Аијелска пустара, насељена ратничким народом Аијелима, који живе у малим насељима и чије је друштво организовано у кланове и ратничка друштва. Даље на истоку је велика и претежно изолована нација Шаре, одвојена од Пустаре великим планинским ланцем и непроходним тереном. Северно од ова три региона је Велика пустош, непријатељска дивљина насељена злим бићима. Преко океана западно од Западних земаља је Сеаншан, континент и царство које се простире на њему. На почетку серијала, Западне земље нису свесне постојања Сеаншана.
Серијал се одвија на крају раздобља које се назива „Треће доба“; Добу легенди је претходило „Прво доба“, за које се алудира да представља савремени свет. Треће доба у Западним земљама су обележила два велика догађаја. Хиљаду година након Сламања, човечанство је, у „Тролочким ратовима“, било скоро преплављено створењима из Пустоши. Хиљаду година после тога, Узвишени краљ Артур Хоквинг је објединио регион, али његова смрт је довела до „Стогодишњег рата“, а не до регуларног наслеђивања престола. Подела Западних земаља на нације се мењала након сваког од ова два догађаја.
„Шара“ је манифестација како физичког света тако и људских судбина, док „Точак“ представља проток времена. Ови концепти се примењују и на низ паралелних светова. Неки ликови могу да посматрају или посећују такве друге светове; неки од ових светова одражавају различите токове историје, а неки су толико различити од главне стварности да су ненасељени. У овим световима, физика понекад функционише другачије. Тел‘аран‘риод је „свет снова“, који је повезан са свим другим световима. Може се посећивати у сну, али су догађаји стварни; такође је могуће и физички ући у овај свет.

## Радња
Роман Ново пролеће, који приказује догађаје који претходе онима описаним у Точку времена, одвија се током Аијелског рата и описује како су одређене Аес Седаи откриле да је Змај поново рођен.
Серијал започиње готово двадесет година касније у Две Реке, скоро заборављеној области у Андору. Једна Аес Седаи, Мораина, и њен Заштитник Лан, стижу у село Емондово Поље, свесни да слуге Мрачног траже младог човека који живи у тој области. Мораина не може да утврди који од три младића (Ранд ал‘Тор, Метрим Каутон или Перин Ајбара) је Поноворођени Змај, и повешће сву тројицу из Две Реке, заједно са њиховом пријатељицом Егвеном ал‘Вер. Нинаева ал‘Мера, сеоска Мудрост, придружује им се касније. Забављач Том Мерилин такође путује са групом. Први роман описује њихово бежање од различитих агената Сенке и покушаје да дођу до града у коме живе Аес Седаи, Тар Валона. Након тога, ови главни ликови се често раздвајају и учествују у различитим мисијама за постизање свог циља, понекад хиљадама километара далеко једни од других. Док се боре да уједине различита краљевства против снага Мрачног, њихов задатак компликују владари народа који одбијају да изгубе своју аутономију, фанатици који себе називају „Децом светла“, а који не верују у пророчанства, као и Сеаншани, потомци давно изгубљене колоније царства Артура Хоквинга. Аес Седаи такође постају подељене у вези са тим како решити проблем Поноворођеног Змаја.
Како се прича шири, уводе се нови ликови који представљају различите фракције.

## Специјалне моћи
Многи ликови у серијалу поседују специјалне моћи. У овом фиктивном свету, неке од ових способности су нашироко познате и разумљиве, док су друге недокументоване, а неке су приказане као јединствене. За неке ликове, поновно појављивање древних способности представља знак да долази Последња битка.

### Усмеравање
„Усмеравање“ је еквивалент магији приказаној у другим романима фантастике, али се у серијалу никада не назива магијом. Многи ликови умеју да усмеравају, укључујући главне ликове Ранда ал‘Тора, Егвену ал‘Вер, Нинаеву ал'Мера, Елејну од куће Траканд, Мораину Дамодред и Авијенду. Они који умеју да усмеравају могу да приступе природном извору моћи која се назива „Једна моћ“, док Шаи‘тан може да одобри приступ посебној моћи, „Истинској моћи“. У серијалу је веома мало написано о Истинској моћи, док је Једна моћ опширно описана. Једна моћ се састоји од пет елементарних „Моћи“: земља, вода, ваздух, ватра и дух. Ко год уме да усмерава често поседује већи степен снаге у најмање једној Моћи, најчешће су мушкарци јачи у Земљи и Ватри, а жене у Води и Ваздуху. Снага у Духу је једнако ретка међу половима. Усмеравањем се ствара „ткање“ да би се постигао одређени ефекат, постављањем појединачних „токова“ пет Моћи у одређени геометријски облик. Једна моћ има два аспекта: „саидин“, кога користе мушкарци и „саидар“ кога користе жене. Они се довољно разликују тако да ниједна жена не може да научи мушкарца да усмерава (и обрнуто), а могу се употребљавати на потпуно различите начине, мада понекад постижу функционално идентичне резултате. Истинска моћ се на сличан начин разликује од оба ова аспекта. Углавном су мушкарци јачи у Моћи од жена, али жене имају предност у „повезивању“ са другим особама које умеју да усмеравају како би користиле веће количине Моћи. Снага појединца је одређена количином Једне моћи коју он или она може да усмерава одједном. Неки мушкарци и жене су рођени са „искром“ за усмеравање; ове особе ће око пубертета спонтано почети да усмеравају, али без формалне обуке, 3 од 4 ће оболети од смртоносне болести узроковане усмеравањем. Они који преживе се називају „дивљацима/дивљакушама“ и често нису свесни постојања ни природе својих моћи. Дивљаци често развију менталну блокаду због које могу да усмеравају само под одређеним околностима (на пример када доживе одређену емоцију). Већина усмеривача није рођено са искром и усмераваће само ако се томе науче. Усмеривачи могу да утврде да ли је особа истог пола рођена са искром и да ли је способна да учи да усмерава. Усмеривач са урођеном искром који прође обуку није у опасности од смрти и обично се не сматра дивљаком. Усмеривачи имају дужи животни век од оних који не умеју да усмеравају, пропорционално снази. Од раног одраслог доба, усмеривачи старе много спорије од оних који не умеју да усмеравају, а најснажнији усмеривачи могу да живе преко 800 година. Шаи‘тан је на крају Доба легенди изопачио саидин, што је довело до тога да ће сваки мушкарац који усмерава сићи с ума (често уништавајући све око себе) и умрети. Сламање је било проузроковано тиме што су сви мушки усмеривачи на свету истовремено полудели, док се у Трећем добу мушкарци који умеју да усмеравају на различите начине неутралишу кад постану пунолетни.
Усмеривачи се, у различитим културама у оквиру серијала, третирају на различите начине. У Западним земљама, усмеравање се посматра као синоним за Аес Седаи, организацију која је преживела од Доба легенди и која сматра да има монопол над усмеравањем. Неке Аес Седаи сматрају да су усмеривачи из других култура дивљаци, чак и ако нису самоуки. Аес Седаи су поштоване у већем делу Западних земаља и владају градом-државом који се назива Тар Валон. Аес Седаи се деле на седам „ађаха“ који су обележени по бојама и посвећени различитим циљевима. Чланице Црвеног ађаха проналазе мушкарце који су у стању да усмеравају и „смирују их“ (уклањају њихову способност усмеравања). Међу Морским народом, поморском културом Западних земаља, очекује се да ће женски усмеривачи постати „Ветротрагачи“, бродски навигатори. Ова професија је такође отворена и за оне који не могу да усмеравају. За жене из редова Аијела које могу да усмеравају, као и за све Шетаче кроз снове, очекује се да ће постати Мудре, духовне вође овог народа, док друге заслужне жене могу постати Мудре и без ових посебних моћи. Мушкарци Аијели који могу да усмеравају одлазе у Велику пустош, очекујући да ће умрети након што убију неке од Шаи‘танових створења. Оно што Аијели не знају је да Шаи‘тан заправо заробљава и изопачује ове људе. Шаром тајно владају њени женски усмеривачи, Аијаде, преко фиктивних владара; Аијаде задржавају своје мушко потомство само за размножавање пре него што их убију. Сеаншани верују да су усмеривачи мање од човека и да су опасни. Они заробљавају женске усмериваче са урођеном искром, док су оне жене које су способне да „држе поводац“ у ствари оне које могу да науче да усмеравају, што само ретки знају. Мушкарци који могу да усмеравају се убијају.
Постоје одређени „предмети Једне моћи“. „Ангреал“ и „са‘ангреал“ омогућавају усмеривачу да поднесе већу количину Једне моћи. Са‘ангреал је сличан ангреалу, али је знатно моћнији од њега. „Тер‘ангреал“ је начињен да ради тачно одређену ствар. Неки захтевају усмеравање да би функционисали, док неки раде континуирано или путем додира. Неки утичу само на усмериваче, односно различито утичу на њих.

### Таленти
Једна врста талента је способност за одређено ткање или врсту ткања. Таленти у серијалу укључују лечење (Нинаева ал‘Мера), контролу времена (многи Ветротрагачи), стварање „капија“ за тренутно путовање (Андрол Генхалд) и стварање неуништиве супстанце „куендилара“ (Егвена ал‘Вер). Ови таленти се могу манифестовати као боља контрола ткања, способност коришћења ткања које би иначе било изван снаге усмеривача, супериорни резултати при коришћењу ткања када су сви остали фактори једнаки или као нека комбинација ових предности. Нека ткања, као што је стварање куендилара, функционишу само за усмеривача са одговарајућим Талентом.
Таленат може бити и нека друга способност коју поседују само неки усмеривачи, али она не укључује ткање Једне моћи. Таленти ове врсте су стварање тер‘ангреала (Елејна Траканд), прорицање сврхе тер‘ангреала (Авијенда), анализирање проширеног ткања, „расплитање“ ткања (Авијенда), предвиђање времена (Нинаева ал‘Мера), уочавање та‘верена (Сијуан Санче и Логан Аблар) и „Прорицање“ (Елаида до Аврини а‘Ројхан). Последња три Талента немају очигледну везу са Једном моћи, али се, према опису, појављују само код усмеривача.